# Maine (provins)

Maines flagga.

Maines läge i Frankrike.

Maine var en fransk provins, med gräns mot Normandie, Bretagne, Anjou, Touraine och Orléanais, motsvarar jämte norra delen av Anjou de nuvarande departementen Sarthe och Mayenne. 
Arealen utgjorde omkring 10 000 kvadratkilometer. Under den romerska tiden innehades Maine av cenomanerna (därav sannolikt dess namn). Kristendomen infördes på 200-talet genom Sankt Julianus, förste biskopen i Le Mans, och sedan var biskoparna landets egentliga herrar till mitten av 900-talet, då det blev en del av hertigdömet Francien och erhöll ärftliga grevar. 
När Karl I av Anjou gifte sig med Beatrice av Provence 1110 förenades det med Anjou, vars öden det sedan delade. År 1480 införlivades det med franska kronan. Dess huvudstad var Le Mans. 
En son till Ludvig XIV av Frankrike och markisinnan de Montespan bar titeln hertig av Maine. 